# Peter MacNicol
Peter MacNicol (Dallas, Texas, 1954. április 10.–) Primetime Emmy-díjas amerikai színész.
MacNicol 2001-ben elnyerte a vígjátéksorozat kiemelkedő mellékszereplőjének járó Primetime Emmy-díjat a FOX-os Ally McBeal című vígjátéksorozatában (1997-2002) a különc ügyvéd, John Cage szerepéért.

## Élete
MacNicol a texasi Dallasban született és nőtt fel, Barbara Jean (született Gottlich) ír-skót házvezetőnő és John Wilbur Johnson norvég-amerikai vállalati vezető öt gyermeke közül a legfiatalabbként. A texasi Irvingben, a MacArthur Középiskolában végzett.

## Filmográfia

### Film
| Év   | Magyar cím                                        | Eredeti cím                                     | Szerep                       | Magyar hang      |
| ---- | ------------------------------------------------- | ----------------------------------------------- | ---------------------------- | ---------------- |
| 1981 | Sárkányölő                                        | Dragonslayer                                    | Galen Bradwarden             | Rudolf Péter     |
| 1982 | Sophie választása                                 | Sophie's Choice                                 | Stingo                       | Csőre Gábor      |
| 1986 | A Las Vegas-i zsaru                               | Heat                                            | Cyrus Kinnick                | Kerekes József   |
| 1986 | Szaxis Jack                                       | American Blue Note                              | Jack Solow                   | Lippai László    |
| 1989 | Szellemirtók 2.                                   | Ghostbusters II                                 | Dr. Janosz Poha              | Paudits Béla     |
| 1991 | Az ígéret szép szó                                | Hard Promises                                   | Stuart                       | Faragó József    |
| 1992 | Jöttem, láttam, beköltöztem                       | Housesitter                                     | Marty                        | Zalán János      |
| 1993 | Addams Family 2. – Egy kicsivel galádabb a család | Addams Family Values                            | Gary Granger                 | Kerekes József   |
| 1994 | Gyilkosság egyenes adásban                        | Radioland Murders                               | Son Writer                   |                  |
| 1995 | Drakula halott és élvezi                          | Dracula: Dead and Loving It                     | Thomas Renfield              | Józsa Imre       |
| 1996 | A sivatagi hold titka                             | Mojave Moon                                     | autószerelő                  | Holl Nándor      |
| 1997 | Bean – Az igazi katasztrófafilm                   | Bean                                            | David Langley                | Forgács Gábor    |
| 1998 |                                                   | The Secret of NIMH 2: Timmy to the Rescue       | Narrátor                     |                  |
| 1999 | Minizsenik                                        | Baby Geniuses                                   | Dan Bobbins                  | Hirtling István  |
| 2001 | Nincs több suli                                   | Recess: School's Out                            | Fenwick (hangja)             | Crespo Rodrigo   |
| 2002 | Balto 2. – Farkaskaland                           | Balto II: Wolf Quest                            | Muru (hangja)                | Szokol Péter     |
| 2004 | Szakítani tudni kell                              | Breakin' All the Rules                          | Philip Gascon                | Tarján Péter     |
| 2005 | Stuart Little, kisegér 3. – A vadon hívása        | Stuart Little 3: Call of the Wild               | Bickle csapatvezető (hangja) | Scherer Péter    |
| 2012 | Csatahajó                                         | Battleship                                      | Védelmi miniszter            | Berzsenyi Zoltán |
| 2013 | Scooby-Doo: Az operaház fantomjai                 | Scooby-Doo! Stage Fright                        | Dewey Ottoman (hangja)       | Szokol Péter     |
| 2022 |                                                   | Our Almost Completely True Story                | őrült randipartner           |                  |
| 2024 |                                                   | The Day the Earth Blew Up: A Looney Tunes Movie | A betolakodó (hangja)        |                  |

### Televíziós szerepek
| Év              | Magyar cím                        | Eredeti cím                     | Szerep                             | Megjegyzések                                                                                  |
| --------------- | --------------------------------- | ------------------------------- | ---------------------------------- | --------------------------------------------------------------------------------------------- |
| 1984            |                                   | Faerie Tale Theatre             | Martin                             | 1 epizód                                                                                      |
| 1990            | Bombaveszély                      | By Dawn's Early Light           | Sedgwick                           | tévéfilm magyar hangja Szokol Péter                                                           |
| 1992–1993       |                                   | The Powers That Be              | Bradley Grist                      | 20 epizód                                                                                     |
| 1993            |                                   | Cheers                          | Mario                              | 3 epizód                                                                                      |
| 1994            | Mesék a kriptából VI.             | Tales from the Crypt VI.        | Austin Haggard                     | 1 epizód                                                                                      |
| 1994–1995, 1998 | Chicago Hope Kórház               | Chicago Hope                    | Alan Birch                         | 31 epizód magyar hangja Kerekes József (1. szinkron) Szokol Péter (2. szinkron)               |
| 1996            |                                   | The Oz Kids                     | Ork (hangja)                       |                                                                                               |
| 1997–2002       | Ally McBeal                       | Ally McBeal                     | John Cage                          | 103 epizód magyar hangja Háda János (1. hang) Láng Balázs (2. hang)                           |
| 1999            | Hódító hódok                      | The Angry Beavers               | Jópofa Bil (hangja)                | 1 epizód                                                                                      |
| 1999            | Olive, a másik rénszarvas         | Olive, the Other Reindeer       | Fido (hangja)                      | tévéfilm                                                                                      |
| 2000            | A Thornberry család               | The Wild Thornberrys            | Raju (hangja)                      | 1 epizód                                                                                      |
| 2000            |                                   | Buzz Lightyear of Star Command  | polgármester (hangja)              | 2 epizód                                                                                      |
| 2003–2007       |                                   | Harvey Birdman, Attorney at Law | X (hangja)                         | 14 epizód                                                                                     |
| 2004–2005       | Danny, a fantom                   | Danny Phantom                   | Sidney Poindexter                  | 2 epizód                                                                                      |
| 2004–2008       | The Batman                        | The Batman                      | Kirk Langstrom (hangja)            | 3 epizód magyar hangja Láng Balázs (1. évad) Katona Zoltán (2. évad) Kapácsy Miklós (5. évad) |
| 2005            | Az igazság ligája: Határok nélkül | Justice League Unlimited        | Chronos                            | 2 epizód                                                                                      |
| 2005—2010       | Gyilkos számok                    | Numbers                         | Dr. Larry Fleinhardt               | 94 epizód magyar hangja Kerekes József                                                        |
| 2006            | Boston Legal – Jogi játszmák      | Boston Legal                    | Dr. Sydney Field                   | 1 epizód                                                                                      |
| 2007            | 24                                | 24                              | Tom Lennox                         | 24 epizód magyar hangja Tarján Péter                                                          |
| 2008            | 24 – A szabadulás                 | 24: Redemption                  | Tom Lennox                         | tévéfilm magyar hangja Tarján Péter                                                           |
| 2008–2009       | A Pókember legújabb kalandjai     | The Spectacular Spider-Man      | Doctor Octopus (hangja)            | 12 epizód magyar hangja Vida Péter                                                            |
| 2010            | Ben 10: Ultimate Alien            | Ben 10: Ultimate Alien          | Oliver Thompson, Mr. Webb (hangja) | 2 epizód                                                                                      |
| 2010–2011       | A Grace klinika                   | Grey's Anatomy                  | Dr. Robert Stark                   | 7 epizód magyar hangja Tarján Péter                                                           |
| 2011            | Az igazság ifjú ligája            | Young Justice                   | Anthony Ivo (hangja)               | 2 epizód magyar hangja Tarján Péter                                                           |
| 2011            | G. I. Joe Renegátok               | G.I. Joe: Renegades             | Tűzbogár (hangja)                  | 1 epizód                                                                                      |
| 2011            | Békét bíró                        | Fairly Legal                    | Smollet bíró                       | 1 epizód                                                                                      |
| 2012            | Versenyben az elnökségért         | Game Change                     | Rick Davis                         | tévéfilm                                                                                      |
| 2013            | Doktor D                          | Necessary Roughness             | Dr. Gunner                         | 3 epizód                                                                                      |
| 2013, 2015      | A S.H.I.E.L.D. ügynökei           | Agents of S.H.I.E.L.D.          | Elliot Randolph                    | 1 epizód magyar hangja Holl Nándor (1. évad) Kassai Károly (3. évad)                          |
| 2014            |                                   | The Mindy Project               | David Adler                        | 1 epizód                                                                                      |
| 2014            | Star Wars: Lázadók                | Star Wars Rebels                | Tseebo (hangja)                    | 2 epizód magyar hangja Seszták Szabolcs                                                       |
| 2014, 2016      | Amerikai fater                    | American Dad!                   | Angyal, Hanson (hangja)            | 2 epizód                                                                                      |
| 2015            | CSI: Cyber helyszínelők           | CSI: Cyber                      | Simon Sifter                       | főszereplő magyar hangja Kerekes József                                                       |
| 2016–2019       | Az alelnök                        | Veep                            | Jeff Kane                          | 9 epizód                                                                                      |
| 2017–2020       | Aranyhaj: A sorozat               | Tangled: The Series             | Nigel (hangja)                     | főszereplő magyar hangja Bardóczy Attila                                                      |
| 2018            | Agymenők                          | The Big Bang Theory             | Dr. Robert Wolcott                 | 1 epizód                                                                                      |
| 2019            | A balszerencse áradása            | A Series of Unfortunate Events  | Ishmael                            | 1 epizód                                                                                      |
| 2020–2021       | Bírónő, kérem!                    | All Rise                        | Campbell bíró                      | 9 epizód                                                                                      |
| 2022            |                                   | Birdgirl                        | Mr. Claude (hangja)                | 1 epizód                                                                                      |

### Videójátékok
| Év   | Cím                             | Szerep          |
| ---- | ------------------------------- | --------------- |
| 2008 | Harvey Birdman: Attorney at Law | X az Eliminátor |
| 2011 | Batman: Arkham City             | Mad Hatter      |
| 2013 | Batman: Arkham Origins          | Mad Hatter      |
| 2015 | Batman: Arkham Knight           | Mad Hatter      |

## Fordítás
- Ez a szócikk részben vagy egészben  a   Peter MacNicol című angol Wikipédia-szócikk fordításán alapul.  Az eredeti cikk szerkesztőit annak laptörténete sorolja fel. Ez a jelzés csupán a megfogalmazás eredetét és a szerzői jogokat jelzi, nem szolgál a cikkben szereplő információk forrásmegjelöléseként.